# シャンデリア (シーアの曲)
「シャンデリア」（Chandelier）は、2014年3月17日に発売されたシーアの17枚目のシングル。発売元はInertia、Monkey Puzzle Records（RCA Records）。

## 解説
2014年7月4日にリリースしたアルバム「1000 Forms of Fear」の先行シングル。2013年からSiaはメディアに顔を見せなくなったため、リリース後の音楽番組では背中を向けて歌うなどのパフォーマンスを行った。
Ryan Heffingtonが振付を担当したミュージック・ビデオは同年の「MTV Video Music Awards」で「最優秀ビデオ賞」と「最優秀振付賞」にノミネートされ、「最優秀振付賞」を受賞した。出演したマディー・ジーグラーはこのMVで一躍有名になった。
翌年・2015年の「第57回グラミー賞」では、「最優秀レコード賞」「最優秀楽曲賞」「最優秀ポップ・ソロ・パフォーマンス」「最優秀ミュージックビデオ」にノミネートされた。プロデュースを担当したGreg Kurstinは「最優秀プロデューサー」にノミネートされている。同授賞式でのパフォーマンスでも後ろ向きで歌った。

## 収録曲

### デジタル・ダウンロード
1. Chandelier [3:36]
(作詞・作曲：Sia Furler、Jesse Shatkin)

### CD
1. Chandelier (Album Version) [3:36]
2. Chandelier (Four Tet Remix) [4:31]
Produced by Four Tet
  - Four Tetによるリミックス。

### リミックス・EP
1. Chandelier (Four Tet Remix) [4:31]
2. Chandelier (Plastic Plates Remix) [4:27]
  - Plastic Platesによるリミックス。
3. Chandelier (Cutmore Club Remix) [5:08]
  - Cutmoreによるリミックス。
4. Chandelier (Hector Fonseca Remix) [6:27]
  - Hector Fonsecaによるリミックス。
5. Chandelier (Liam Keegan Remix) [5:16]
  - Liam Keeganによるリミックス。
6. Chandelier (Dev Hynes Remix)  [3:44]
  - Dev Hynesによるリミックス。

## クレジット
- Greg Kurstin：Drums, Guitar, Mellotron, Piano
- Jesse Shatkin：Drums, Keyboards, Programming
- Engineer：Greg Kurstin, Jesse Shatkin (at Echo Studio, LA, CA)
- Additional Engineer：Alex Pasco, Delbert Bowers
- Mixed by Manny Marroquin (at Larrabee Sound Studios)
- Assisted Mixed by Chris Galland, Delbert Bowers